# Annali islandesi
Annali islandesi sono dei manoscritti che registrano gli elenchi cronologici degli eventi del XIII e XIV secolo in Islanda e dintorni, anche se alcuni, come l'Annal of the Oddaverjar e l'Annal Lawman (Lögmannsannáll) raggiungono il XV secolo, e l'Annal of Gottskálk addirittura il XVI.
Alcuni manoscritti, inoltre, sono composti da serie di leggi e regole che potevano essere utili ai mercanti mentre altri sono composti da saghe ed epopee.